# 스턴트 치어리딩
치어리딩에서 스턴트는 개인의 기술이나 민첩함을 보여 주는 연기를 수행하는 것으로 정의된다. 스턴트 치어리딩은 치어리딩의 발전 선상에 놓여있다. 스턴트 치어리딩은 치어리딩을 동작에 따라서 스턴트 치어리딩, 댄스 치어리딩, 액션(모션) 응원으로 나누어 본 분류 중 하나이다. 치어(cheer) 응원. 응원의 사전적 의미는 '도와줌, 후원, 운동경기 따위에서 박수, 노래, 함성 등 여러 가지 방법으로 자기편 선수들을 격려하는 일'이다. 또 영어로는 '격려, 갈채, 환호, 갈채하다, 격려하다, 기운 나게 하다, 성원하다, 고무하다'라는 뜻을 가지고 있다. 스턴트 치어리딩은 미국에서 단순한 응원의 형태로 시작되어 스포츠로 발전해 오고 있다. 현재에는 우리나라뿐만 아니라 유럽, 호주, 일본, 아프리카 등 많은 나라에서 스턴트 치어리딩을 하고 있다. 체조를 기반으로 하며 텀블링, 점프, 토스, 인간 피라미드 쌓기 등의 다양한 기술을 가지고 있기에 시각적인 효과가 아주 뛰어나다. 또한 고난도 기술을 기반으로 갖추고 있는 치어리딩으로 부상의 위험이 높기 때문에 기본기가 튼튼해야 함은 물론, 팀원 간의 호흡도 잘 맞아야 하며, 전문 자격을 갖춘 강사의 체계적인 교육이 필수적이다. 현재 스턴트 치어리딩은 하나의 스포츠로 자리 잡고 있기에 많은 나라에서 세계 치어리딩 선수권 대회를 개최하고 있다.

## 역사
치어리딩은 미국에서부터 시작되었다. 미네소타 대학에 미식축구 경기에 대한 조직적인 단체 응원에 대한 아이디어를 소개하면서 시작되었다. 1889년 미네소타 대학생 쟈니 켐벨이 힘내라 힘내라! 그래 힘내라! (Rah! Rah! Hoo-Rah! Varsity! Varsity! Varsity!)와 같은 챈트 구호를 외치면서 최초의 응원을 하였다. 그 후 1898년 12월 2일 공식적으로 조직화한 응원이 시작되었다. 1903년엔 최초로 남자 대학생으로 구성된 치어리딩 단체 Gamma Sigma가 생겨났다. 1923년부터는 여학생도 응원에 참여하기 시작하였다. 당시 체조, 텀블링, 메가폰 등이 사용되었으며 현재도 사용하고 있다. 1960년 대로 들어와 미국 미식축구 리그 팀들이 직업적 치어리딩 팀을 조직하기 시작하였고 멀티 모어 콜드(현재 인디아나 폴리스 콜트)는 조직화한 치어리딩 팀을 최초로 가지게 되었다. 치어리딩팀이 응원에 세련된 춤 동작을 선보이며 다양한 구성으로 대중의 관심을 끌었다. 1980년대에는 치어리딩에 스턴트 및 체조 요소를 접목하려고 시작했고 어려움을 가지고 있었다. 그러나 1983년 후반에 미국 치어리딩 코치와 감독협회와 같은 치어리딩 단체들은 안정,규정을 만들어 루틴에 포함된 덤블링, 스턴트, 피라미드에서 고난도 동작을 막으려고 노력하였다. 2003년 교육 및 안전관리 국가위원회(NCSSE)가 설립돼 안전 트레이닝 강습회를 가졌으며 치어리딩 선수들의 부상을 막고 더 나은 스포츠 문화를 만들기 위해 힘쓰고 있다. 이런 발전 과정을 통해 현대에는 체계인 규정과 안정 방침들을 전문적인 치어리더 지도자들이 교육하고 있다.

## 기술
스턴트 치어리딩은 약 3~5분간의 공연을 보이게 되며 그 안에 스턴트 기술, 텀블링, 점프, 피라미드 방식으로 구성한다.
- 스턴트 기술은 파트너 스턴트, 그룹 스턴트로 나누어진다.
- 스턴트 기술은 엘리베이터, 익스텐션, 리버티, 바스켓 토스 등 다양한 기술이 있다.
- 텀블링은 옆돌기, 핸드 스프링, 백핸드, 백 텀블링 등 공중에서 회전하는 동작이다.
- 점프는 턱 점프, 스프레드 이글, 토 터치, 파이크 점프 동작이 있다.
- 피라미드는 다른 스턴트 그룹들과 하나의 연결선 모양을 가진 동작을 보여준다.

## 용어
- All Star Cheerleading(올스타 치어리딩):  학교의 소속이 아닌, 대회가 주 목적인 치어리딩 팀.
- Base(베이스):  공연/기술을 실행하는 하는 바닥과 직접적인 접촉이 있으며 다른 사람의 무게를 지탱하는 사람.
- Basket Toss(바스켓 토스):  서로 겹친 손 모양을 한 베이스들이 톱을 던져서 올리는 기술.
- Bracer(브레이서):  피라미드에서 다른 톱을 지지해주는 톱.
- Cheerleading(치어리딩):  텀블링, 댄스, 점프, 구호와 스턴트 같은 요소를 이용해 관중을 이끌어서 운동 게임이나 경기 때 스포츠 팀을 응원해주는 활동. 
대회 참여시엔 정해진 시간내의 위에 요소들로 짜여진 구성을 연기한다.
- Controlled Environment(컨트롤드 엔바이어먼트):  다음 상황들은 갖춘 환경. 
매트가 설치된 표면/바닥, 치어와 관련되지 않은 사람들이 없는 장소 이여야 하고 행사는 경기 시작 전, 경기도중, 타임아웃 상태가 아니어야 한다. 
농구 경기 종료 후, 축구 하프 타임, 학교 행사, 연습과 대회를 위해 배치된 장소에 매트가 설치되어있고 치어와 관련되지 않은 사람들이 없는 상태가 컨트롤드 엔바로먼트에 예라고 할 수 있다.
- Cradle(크레이들):  파트너 스턴트, 피라미드 혹은 토스에서 내려오는 일종의 동작. 
톱은 공연/기술 실행을 하는 바닥에 놓아지기 전 혹은 다른 스턴트나 피라미드로 연결동작 전 얼굴이 위를 향하고 몸은 파이크 된 자세로 받혀지는 동작.
- Cupie/Awesome(큐피/어썸):  톱의 두 발이 베이스의 한 손에 서있는 기술.
- Dismount(디스마운트):  스턴트 혹은 피라미드에서 기술 동작 실행 중 바닥으로 돌아오는 동작. 예-크레이들
- Dive Roll(다이브 롤):  손이 바닥에 닿기 전 발이 먼저 뜨는 앞 구르기 동작.
- Double Based Suspended Roll(더블 베이스 서스펜디드 롤):  거꾸로 도는(발이 머리 위로) 디스마운트 또는 연결동작.
- Elevator/Sponge Toss(엘리베이터/스펀지 토스):  톱을 엘리베이터/스펀지 준비 자세에서 위로 던져올리는 기술.
- Extended Stunt(익스텐디드 스턴트):  톱이 베이스 위에서 완전히 펴진 몸 상태의 자세를 취한 기술.
 체어, 토치, 플랫백과 스트레들 리프트는 베이스에 팔이 머리 위로 펴져있으나 익스텐디드 스턴트로 인정되지는 않는다.
 그 까닭은 톱의 몸길이가 어깨 높이 기술들과 비슷하기 때문이다.
- Hanging Pyramid(행잉 피라미드):  톱의 우선적 무게가 다른 톱에 의해 지탱되는 피라미드.
- Height-Increasing Apparatus(하이트 인크리싱 아퍼라티스):  기술에 높이를 증가시키는 기구나 장비.
- Helicopter Toss(헬리콥터 토스):  헬리콥터의 날이 돌아가듯 톱의 몸이 수평상태에서 바닥과 평행하여 공중에서 회전하는 기술.
- Inverted(인버티드):  어깨가 허리 밑으로 되어있을 때의 자세.
- Knee Drop(니 드롭):  손이나 발로 먼저 무게가 지탱되기 전 무릎으로 착지 하는 동작.
- Loading Position(로딩 포지션):  톱이 바닥에 발을 뗌을 계기로 지속적인 움직임을 통해 베이스와 톱이 기술의 움직임을 멈추기 전 자세.
- Middle(미들):  베이스로부터 지탱을 받는 동시에 톱을 지탱하는 이.
- Post(포스트):  스턴트나 연결동작 수행 시 바닥에서 톱을 도울 수 있는 이.
- Prop(프랍):  수술, 플랜카드, 깃발, 메가폰 등 치어리딩을 위해 사용되는 소품.
- Quick Toss(퀵 토스):  톱이 두발로 땅에 서있는 자세에서 시작하는 토스 테크닉이다. 
베이스들은 톱의 발바닥을 제외한 신체 부위에 위로 향하는 힘을 가하여 던지는 기술.
- Released Pyramid Transition(릴리스드 피라미드 트렌지션):  브레이서와 톱이 연결된 피라미드에서, 베이스들이 톱을 풀어놓아 다른 스턴트로 연결하기 전 크레이들, 스턴트 혹은 로딩 포지션으로 내려갈 때의 동작.
- Rewind(리와인드):  톱은 두 발로 땅에 서 있는 상태에서 뒤로 혹은 옆으로 던져져 공중제비 동작을 하여 스턴트, 피라미드 혹은 로딩 포지션으로 들어가는 기술.
- Spotter(스파터):  파트너 스턴트 혹은 피라미드에서 올라간 사람을 보조 혹은 잡아줘야 하는 책임을 가진 이.
 스파터는 올라간 사람의 대부분의 무게를 지탱하는 위치에 있으면 안되고 스턴트나 피라미드에서 내려오는 사람을 보호해 주는 위치에 있어야 한다.
- Stunt(스턴트):  하나 혹은 그 이상의 베이스들이 하나 혹은 그 이상의 톱을 땅 위로 지탱하는 동작.
- Tension Drop(텐션 드롭):  스턴트 혹은 피라미드에서 톱이 땅으로 지도되는 도중 착지 일보직전까지 베이스들에게 발이 잡혀있는 동작.
- Top(톱):  다른 사름으로 인해 기술 동작 실행 시 바닥 위로 지탱되는 이 또는 다른 사람으로 인하여 공중으로 던져지는 이.
- Tumbling(텀블링):  앞 혹은 뒤 구르기, 공중회전 등의 기술.
- Toss(토스):  하나의 혹은 여러 명의 인원이 누군가를 공중에 띄어질 수 있게끔 하는 동작(기술 동작 실행 시 바닥과의 접촉이 없을 때를 뜻함)

## 같이 보기
- 대한치어리딩협회